# Décembre 1884

## Événements
- 1er décembre : Porfirio Díaz est élu une seconde fois président du Mexique (fin en 1910).

- 4 décembre : révolution Kapsin en Corée, provoquée par les élites progressistes. Elle est durement réprimée. Le parti des « modernisateurs », réformistes qui veulent imiter la voie japonaise (ils ont fait adhéré la Corée à la convention internationale des postes) tente un coup d’État, mais le général chinois Yuan Shikai rétablit la situation et remet les conservateurs coréens en selle.

- 27 décembre : fondation au Royaume-Uni de la Ligue socialiste (Socialist League) anarchisante de William Morris qui quitte la Fédération sociale-démocrate (SDF).

## Naissances
- 2 décembre :
  - Jean Paulhan, écrivain français († 9 octobre 1968).
  - Tsutomu Ema, historien japonais († 10 mai 1979).
- 3 décembre : Rajendra Prasad, homme d’État indien († 28 février 1963).
- 10 décembre : Zinaïda Serebriakova, peintre russe († 19 septembre 1967).
- 24 décembre : Hélène Dieudonné, comédienne († 29 septembre 1980).
- 28 décembre : Joseph Pholien, homme politique belge († 4 janvier 1968).

## Décès
- 10 décembre :
  - Jules Bastien-Lepage, peintre naturaliste français (° 1er novembre 1848).
  - Eduard Rüppell, naturaliste et explorateur allemand (° 1794).
- 24 décembre : Joseph Bardou, un industriel français (º 12 décembre 1823).